# Юридический факт
Юриди́ческий факт — конкретное жизненное обстоятельство (условие, ситуация), с которым норма права связывает возникновение, изменение или прекращение правоотношения.
Юридические факты, как правило, возникают и существуют помимо права, но придание им законодателем правового характера необходимо для их регулирования и упорядочивания.
Юридические факты служат непосредственными поводами, основаниями для возникновения, изменения, прекращения правовых отношений.
Некоторые юридические факты (например, акты гражданского состояния) подлежат обязательной государственной регистрации.

## Классификация юридических фактов
Юридические факты многочисленны и разнообразны. Они могут быть классифицированы по различным основаниям.
Выделяют юридические факты:
- правообразующие
- правоизменяющие
- правопрекращающие
- правоподтверждающие (обоснованные факты)
- правовосстанавливающие
- правопрепятствующие

По связи с волей субъекта юридические факты могут быть классифицированы на события (появление которых объективно не зависит от воли сторон правоотношения) и действия (появление которых связано с волей хотя бы одного из участников правоотношения).
События  — явления реальной действительности, которые происходят независимо от воли человека. Например, смерть человека, может породить многочисленные правовые последствия, в том числе правоотношения по наследованию имущества. События могут быть абсолютными и относительными. Абсолютные события не зависят от действий человека (стихийные бедствия, падение метеорита, вспышка на солнце и т. д.), тогда как относительные события зависят от участников данных правоотношений, то есть возникают по воле субъектов, но развиваются и проистекают независимо от их воли.
Деяния — это жизненные обстоятельства, происходящие по воле людей. Выделяют активные деяния или действия и пассивные деяния или бездействия. Все деяния можно также подразделить на правомерные и противоправные. В свою очередь, правомерные факты подразделяются на юридические акты и юридические поступки, а противоправные — на правонарушения (преступления и проступки) и объективно противоправные деяния.
Юридические поступки — это поведение людей в рамках существующих правоотношений, волевое начало которых прямо не направлено на возникновение конкретных юридических последствий. Наиболее показательным примером является юридический поступок лица недееспособного, действия которого не могут быть юридическими актами (так как за таким лицом не признается способность осознанного волевого решения), однако действия такого лица могут повлечь за собой юридические последствия. Иначе говоря, только если поступок повлек за собой юридические последствия, такой поступок признается юридическим. Таким образом, обычное испитие воды из стакана не является юридическим поступком.
Юридические акты — действия (осознанные) субъектов правоотношений, явно направленные на возникновение, изменение или прекращение правоотношений. Юридические акты являются выражением чьей-либо воли и делятся на сделки и административные акты. Сделки порождают только гражданско-правовые последствия, административные акты могут порождать ещё и административные последствия.
Сложные, комплексные факты, когда для возникновения определенного правоотношения требуется не одно, а несколько условий (совокупность юридических фактов), называют юридическим составом.
Среди юридических фактов выделяются также правовые состояния (нахождение на воинской службе, в браке, в родстве, розыске и т. д.).

## Юридические составы
Совокупность юридических фактов называют юридическим составом и каждый юридический факт, входящий в юридический состав, имеет самостоятельное значение. Юридические составы подразделяются на простые и сложные. Простые — это те юридические составы, юридические факты которых могут быть в любой последовательности. В сложных юридических составах осуществление юридических фактов происходит в особой последовательности. Примером сложного юридического состава может послужить — договор, заключённый на основе административного акта. Для возникновения и существования данного юридического состава необходимы эти два элемента, причём административный акт, в обязательном порядке предшествует заключению договора. Большое развитие этот вид состава получил в СССР, при планово-административной системе. Другим примером является комбинация аукциона и договора, заключённого на основе результата проведённого аукциона.

## Состояние
Факты-состояние — это длительное существующее юридическое свойство, выражающееся в длящемся правоотношении (гражданство, брак, родственные отношения, судимость).